# Kristendemokraterne (Finland)
Kristendemokraterne (Finsk: Kristillisdemokraatit, KD; Svensk: Kristdemokraterna) er et kristendemokratisk politisk parti i Finland.
Ved rigsdagsvalget i 2015 fik partiet 3,5 % af stemmerne, hvilket gav fem mandater i Rigsdagen.
Partiet blev grundlagt i 1958 som en kristen fraktion af Samlingspartiet under navnet Finlands Kristne Forbund (finsk: Kristillinen Liitto, SKL; svensk: Finlands Kristliga Förbund.) Partiet valgte sit nuværende navn i 2001.